# Moszkva Védelméért emlékérem
A Moszkva Védelméért emlékérem (oroszul: Медаль «За оборону Москвы», transzliteráció: Za oboronu Moszkvi) második világháborús szovjet katonai kitüntetés, melyet 1944. május 1-jén alapítottak. Tervezője Nyikolaj Moszkalev volt.

## Az elismerésről
A kitüntetés annak állít emléket, hogy a németek és szövetségeseik elleni harcban Moszkva ostrománál milyen hősies helytállást tanúsítottak a várost védő Vörös Hadsereg, a haditengerészet és az NKVD katonái, valamint a város munkásai és lakói az 1941. október 19. és 1942. január 25. között zajló harcok során.
Kaphattak elismerést, azok a polgári személyek is, akik a sűrű légitámadások miatti kármentésben vagy a különböző védelmi vonalak erődítési munkálataiban vették ki részüket.

## Külalakja

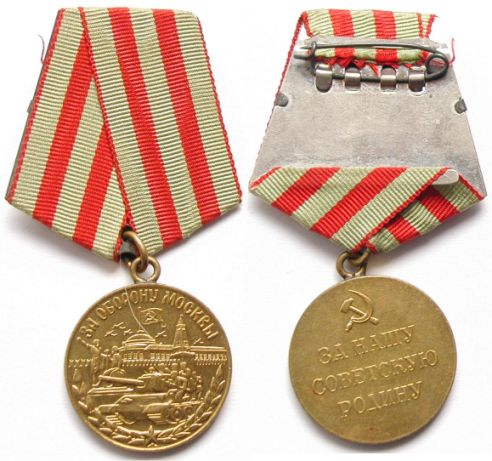
A medália elöl- és hátulnézeti képe.

A kitüntetés átmérője 32 milliméter és az anyaga sárgaréz. Az emlékérem előnézetén a Kreml fala előtt haladó T-34-es harckocsin vöröskatonák ülnek fegyverrel a kezükben. Az érme bal oldali részén a Minyin és Pozsarszkij emlékműve, a jobb oldalon a falba épített torony látható. A Kreml fala mögül kiemelkedik a kormány épülete, melynek tetején sarló kalapácsos zászlót lenget a szél. A kormányépület kupolája körül kötelékben repülő vadászgépek láthatók. A képi világot felső körívben «ЗА ОБОРОНУ МОСКВЫ». fordítása Moszkva védelméért felirat zárja. Az alsó részen látható félkörívben két babérkoszorú, melynek közepében ötágú csillag helyezkedik el.
A hátoldalon olvasható felirat «ЗА НАШУ СОВЕТСКУЮ РОДИНУ» fordítása a szovjet hazánkért. A felirat felett középen sarló és kalapács látható. Az érme minden felirata és képe domború. Az éremhez tartozó 24 milliméteres moaré szalagsáv pirossal szegett olíva fehér, melynek középen fut kettő 4 milliméter vastag piros sáv. 1995. január 1-jéig összesen 1 028 600 fő részesült ebben a kitüntetésben és egyfajta veterán szovjet katonai kitüntetéssé is vált nagyszámú adományozása miatt.
Hasonlóan a Szovjetunió által adományozott kitüntetések nagy részéhez már nem adományozható, viszont a gyűjtők körében nagy becsben tartott, népszerű darab, emiatt kereskednek is vele.

## Fordítás
- Ez a szócikk részben vagy egészben  a(z)   Медаль «За оборону Москвы»  című orosz Wikipédia-szócikk ezen változatának fordításán alapul.  Az eredeti cikk szerkesztőit annak laptörténete sorolja fel. Ez a jelzés csupán a megfogalmazás eredetét és a szerzői jogokat jelzi, nem szolgál a cikkben szereplő információk forrásmegjelöléseként.